# Дзеврі
Дзеврі (груз. ძევრი) — село в Грузії.
За даними перепису населення 2014 року в селі проживає 590 осіб.